# ロベルト・シュヴェンケ
ロベルト・シュヴェンケ（Robert Schwentke, 1968年 - ）は、ドイツの映画監督。シュトゥットガルト出身。

## 来歴
1992年にアメリカのコロンビア・カレッジ・ハリウッドを卒業。2002年にドイツ映画『タトゥー』で映画監督デビュー、各映画祭で高い評価を受ける。2005年公開の『フライトプラン』でハリウッド作品を初監督した。

## 主な作品
- タトゥー Tattoo (2001)　監督・脚本
- フライトプラン Flightplan (2005)　監督
- きみがぼくを見つけた日 The Time Traveler's Wife (2009)　監督
- RED/レッド Red (2010) 監督
- ゴースト・エージェント/R.I.P.D. R.I.P.D (2012) 監督
- ダイバージェントNEO The Divergent Series: Insurgent (2015) 監督
- ダイバージェントFINAL The Divergent Series: Allegiant (2016) 監督
- ちいさな独裁者 Der Hauptmann (2017)　監督・脚本
- G.I.ジョー:漆黒のスネークアイズ Snake Eyes (2020) 監督